# Jefferson (Carolina del Nord)
Jefferson è una località degli Stati Uniti d'America, capoluogo della contea di Ashe, nello Stato della Carolina del Nord.